# Dugo Selo
Dugo Selo es una ciudad de Croacia en el condado de Zagreb.

## Geografía
Se encuentra a una altitud de 110 m s. n. m. a 22 km de la capital nacional, Zagreb.

## Demografía
Según estimación 2013 contaba con una población de 17 440 habitantes.